# Banque Cantonale Vaudoise
Die Banque Cantonale Vaudoise (BCV; deutsch Waadtländische Kantonalbank) mit Sitz in Lausanne ist die Kantonalbank des Kantons Waadt in der Schweiz.
Die BCV ist eine Universalbank mit Fokus auf standardisierte Basisbankdienstleistungen, Immobilienfinanzierung, Unternehmensfinanzierung und Private Banking.
Neben einem Netz von 66 Geschäftsstellen im Kanton Waadt werden auch nebenamtliche Agenturen geführt. Diese dienen vorwiegend den Bewohnern im ländlichen Raum. So genannte Agenturen sind in Ortschaften mit 500 bis 2000 Einwohnern präsent, die von Grossbanken aus betriebswirtschaftlichen Gründen nicht bedient werden. Die BCV ist neben der Berner Kantonalbank und der Genfer Kantonalbank die einzige der 24 Kantonalbanken, die über keine Staatsgarantie verfügt.
Die BCV-Gruppe beschäftigt 1728 Mitarbeiter (Vollzeitstellen) und hat eine Bilanzsumme von 47,5 Milliarden Schweizer Franken (Stand 31. Dezember 2019).

## Aktivitäten der BCV ausserhalb des Kanton Waadt
Im Gegensatz zu den meisten Schweizer Kantonalbanken, welche in erster Linie im Wirtschaftsraum des Heimatkantons tätig sind, erstreckt sich der Tätigkeitsbereich der BCV weit über die Kantons- und Landesgrenzen hinaus.
In den 1990er versuchten mehrere Kantonalbanken das Wachstum ausserhalb der Kantons- und Landesgrenzen zu steigern. Die Expansionsstrategie der BCV in diesem Zeitraum bis nach Griechenland und Hong Kong hatte milliardenschwere Verluste zur Folge. Für die entstandenen Schäden musste in der Vergangenheit regelmässig der Schweizer Steuerzahler aufkommen – auch wenn eine Kantonalbank, wie im Fall der BCV, über keine Staatsgarantie verfügte.
Aus einer 2011 veröffentlichten Mitteilung der BCV geht hervor, dass ein Büro in Zürich eröffnet wird. Die darin gebündelten Aktivitäten beziehen sich auf den Ausbau des Asset Management in der gesamten Deutschschweiz.
In einem Zeitungsinterview der Zeitung Le Temps vom 15. September 2015 äussert sich der CEO der BCV, Pascal Kiener, bzgl. der geographischen Aktivitäten der Bank, dass sich die Expansionspläne der BCV auf die Anrainerstaaten der Schweiz beschränken würden. In einem anderen Zeitungsartikel der NZZ wird im selben Jahr berichtet, dass die BCV als Kreditgeber für ein kanadisch-türkisches Unternehmen in der kanadischen Provinz Saskatchewan agiert. Dazu werden auf Einladung der Banque Cantonale Vaudoise (BCV) Schweizer Journalisten nach Regina, der Provinzhauptstadt Saskatchewans, geflogen, um u. a. mit der damaligen Vizeagrarministerin, Alanna Koch, über die Landwirtschaft Saskatchewans zu sprechen.
Im Rahmen des Swiss Bank Program des US-amerikanischen Justizministeriums, DoJ, hat die BCV eine Einigung erzielt. Durch Zahlung einer Strafe in Höhe von 41,7 Millionen US-Dollar wird der Steuerstreit der Schweiz mit den USA im Dezember 2015 beigelegt.
Der Generaldirektor der Waadtländer Kantonal Bank (BCV), Stefan Bichsel, erklärt gegenüber dem Portal Fundplat.com in einem im November 2016 gegebenen Interview, dass die BCV über keinerlei Auslandsvertretungen mehr verfüge. Das Büro in Zürich sei die einzige ausserhalb des Kanton Waadt.
Nach Auskunft eines Verzeichnisses der Internetseite thebanks.eu besitzt die BCV eine Tochtergesellschaft auf der als Steueroase bekannten Kanalinsel Guernsey. Wie weiter aus dem mehr als 8.000 europäische Banken umfassenden Übersicht hervorgeht, ist die Banque Cantonale Vaudoise Guernsey Branch demnach eine Tochtergesellschaft der Schweizer Kantonalbank BCV.

## Die BCV im Steuerstreit mit den USA
Bei dem Steuerstreit zwischen den Schweizer Banken und den amerikanische Department of Justice (DoJ) geht es um den Vorwurf, dass Schweizer Banken gegen US-Gesetze verstossen haben, in dem sie Beihilfe zur Steuerhinterziehung leisteten. Von den insgesamt 106 Schweizer Banken, welche durch Selbstanzeige einem möglichen Strafverfahren entgingen, bekannten sich 78 Banken – darunter auch die BCV – in der Kategorie 2 für schuldig. Alleine in der Kategorie 2 summierten sich die Bussen laut dem US-Justizministerium auf mehr als 1,36 Milliarden US-Dollar.
Um die Gefahr eines Strafverfahrens gegen die BCV zu vermeiden, war es erforderlich, mit den amerikanischen Justizbehörden zu kooperieren. Dazu musste die BCV die Namen von rund 200 Mitarbeitern an die US-Behörden übermitteln.

## Ehemaliger BCV Direktor, Gilbert Duchoud, wegen Veruntreuung verurteilt
Die in den Jahren 1996 bis 2001 in finanzielle Schieflage geratene Waadtländer Kantonalbank BCV musste auf Grund fauler Kredite und mangelnder Reserven durch den Kanton Waadt vor dem Ruin gerettet werden. Auf dem Höhepunkt der Krise im Jahr 2002 hatte die BCV einen Verlust von 1,2 Mrd. Fr. angehäuft. In den Folgejahren musste der Kanton Waadt Finanzspritzen in Höhe von 2 Mrd. Franken hinzuschiessen, um die Bank vor dem Ruin zu retten. Der damalige Präsident des Verwaltungsrates, Gilbert Duchoud, wird daraufhin vom Staatsrat entlassen und mit 2 Mio. für den verfrühten Abgang entschädigt.
In Folge der juristischen Aufarbeitung des Debakels stellte sich heraus, dass bei der BCV seit 1996 Buchhaltungsmanipulationen mit der Absicht vorgenommen wurden, ungenügende Rückstellungen zu vertuschen. Wie aus dem Untersuchungsbericht des Staatsanwaltes hervorgeht, waren die Manipulationen u. a. von Gilbert Duchoud abgesegnet worden.
In dem Mammutprozess wurden alle Bankverantwortlichen in Bezug auf die erhobenen Vorwürfe der Bilanzmanipulation und Urkundenfälschung freigesprochen. Lediglich Gilbert Duchoud und Jaques Treyvaud wurden wegen Veruntreuung in einem Nebenpunkt der Anklage schuldig gesprochen und verurteilt.

## Beteiligungen
- TWINT AG Die BCV ist an der schweizerischen Mobile-Payment-Lösung Twint beteiligt.[25]